# 안톤 스몰스키
안톤 안드레예비치 스몰스키(벨라루스어: Анто́н Андрэ́евіч Смо́льскі, 러시아어: Анто́н Андре́евич Смо́льский, 1996년 12월 16일~)는 벨라루스의 바이애슬론 선수이다. 올림픽에 2회 참가했으며 2022년 동계 올림픽에서 남자 개인 은메달을 획득했다.

## 대회 기록

### 올림픽
| 연도 | 대회일   | 장소   | 종목     | 결과 | 메달 |
| ---- | -------- | ------ | -------- | ---- | ---- |
| 2018 | 2월 11일 | 평창   | 스프린트 | 35위 |      |
| 2018 | 2월 12일 | 평창   | 추적     | 33위 |      |
| 2022 | 2월 8일  | 베이징 | 개인     | 2위  |      |